# Maurice Dorléac
Pour les articles homonymes, voir Dorléac.
Georges Maurice Edmond Dorléac, dit Maurice Dorléac, est un comédien français de théâtre et de cinéma, né le 26 mars 1901 à Paris où il est mort le 4 décembre 1979.
Il doublait régulièrement l'acteur Alan Ladd.
Il est notamment le père des actrices Françoise Dorléac, Sylvie Dorléac et Catherine Deneuve.

## Biographie
Georges Maurice Edmond Dorléac naît 14 rue des Quatre-Vents à Paris 6e le 26 mars 1901. Son père, Alphonse Dorléac, est un employé de librairie âgé de vingt-sept ans, et sa mère, Berthe Marie Smout, a vingt-trois ans. Il épouse, le 22 décembre 1928, Marcelle Faure (1907-2000), puis en secondes noces, le 8 février 1940, la comédienne Renée Simonot (Renée Jeanne Deneuve) avec qui il a trois  filles : Françoise Dorléac, Catherine Deneuve et Sylvie Dorléac.
Pendant l'occupation allemande, il participe à 76 émissions sur Radio-Paris et, en 1944, à deux courts-métrages de propagande pour le « Propaganda Abteilung in Frankreich », ce qui lui vaut, à la Libération, d'être frappé d'indignité nationale .
Directeur de doublage à la MGM, il a été, entre autres, la voix  française d'Alan Ladd, il a doublé Barry Morse, le lieutenant Philip Gerard de la série culte Le Fugitif avec David Janssen, entre 1963 et 1967.
En 1966, il déclare au sujet de ses filles : « Elles sont tellement différentes ! Françoise n'a pas besoin de parler, son visage, son attitude, sa manière d'arranger ses cheveux ou son écharpe, traduisent son état d'âme, tandis que Catherine est un vrai sphinx ! Allez donc savoir ce qui trotte dans son cerveau. Déjà quand elle était petite, elle gardait ses secrets, alors vous imaginez ce qui se passa quand a commencé sa vie de femme avec ses joies, ses drames. À l'encontre de ses sœurs Françoise et Sylvie, elle ne voulait pas devenir actrice. Son idéal, c'était un foyer avec un mari et des enfants, une existence paisible, faite de petits bonheurs. Rien d'extraordinaire à cela. Nous avons beau, ma femme, Renée Simonot et moi, être des comédiens, nous avons élevé nos filles très bourgeoisement, avec des heures de repas et de travail bien réglées. »
Il est inhumé à Seine-Port (Seine-et-Marne), auprès de sa fille Françoise morte prématurément d'un accident de voiture.

## Filmographie

### Cinéma
- 1938 : La Présidente de Fernand Rivers : Rosimond
- 1938 : La Goualeuse de Fernand Rivers : l'avocat
- 1938 : Remontons les Champs-Élysées de Sacha Guitry et Robert Bibal : un consommateur
- 1941 : Madame Sans-Gêne de Roger Richebé : Lauriston
- 1942 : La Duchesse de Langeais de Jacques de Baroncelli : le baron de Maulincour
- 1942 : La Symphonie fantastique de Christian-Jaque : un consommateur
- 1942 : Le journal tombe à cinq heures de Georges Lacombe : Georges Lefèvre
- 1943 : Coup de feu dans la nuit de Robert Péguy : Fronsac
- 1943 : Madame et le Mort de Louis Daquin : un philosophe
- 1943 : Le Charron de Georges Rouquier (Court  métrage), (documentaire) : uniquement le commentaire
- 1944 : Graine au vent de Maurice Gleize
- 1945 : Farandole d'André Zwoboda
- 1946 : Martin Roumagnac de Georges Lacombe
- 1947 : Miroir de Raymond Lamy : le chef de cabinet
- 1949 : Du Guesclin de Bernard de Latour
- 1949 : La Femme nue d'André Berthomieu : le médecin
- 1950 : Pigalle-Saint-Germain-des-Prés d'André Berthomieu
- 1950 : Souvenirs perdus de Christian-Jaque : le directeur du "Régina" dans le sketch : Une statuette d'Osiris
- 1951 : La Rose rouge de Marcello Pagliero : le caissier
- 1951 : Le Passage de Vénus de Maurice Gleize : le commissaire de police
- 1951 : Jamais deux sans trois d'André Berthomieu : le directeur de la radio
- 1951 : La Maison dans la dune de Georges Lampin
- 1952 : Nous sommes tous des assassins d'André Cayatte : le président
- 1952 : Rue de l'Estrapade de Jacques Becker
- 1952 : L'Agonie des aigles de Jean Alden-Delos
- 1953 : Le Dernier Robin des Bois d'André Berthomieu : le capitaine
- 1953 : Les amours finissent à l'aube d'Henri Calef
- 1956 : Les Duraton d'André Berthomieu : le ministre
- 1956 : C'est arrivé à Aden de Michel Boisrond
- 1961 : Le Président d'Henri Verneuil
- 1973 : La Grande Bouffe de Marco Ferreri
- 1975 : Section spéciale de Costa-Gavras
- 1976 : Le Corps de mon ennemi d'Henri Verneuil : un professeur
- 1977 : Le Juge Fayard dit « le Shériff » d'Yves Boisset : le président Chazerand

### Télévision
- 1978 : Médecins de nuit de Philippe Lefebvre (série télévisée)

## Doublage
- Alan Ladd dans :
  - La Clé de verre (1942) : Ed Beaumont
  - Montagne rouge (1951) : capitaine Brett Sherwood
  - Échec au hold-up (1951) : commissaire Al Goddard
  - La Maîtresse de fer (1952) : Jim Bowie
  - Les Bagnards de Botany Bay (1952) : Hugh Tallant
  - L'Homme des vallées perdues  (1953) : Shane
  - L'Aigle solitaire (1954) : Johnny MacKay
  - La Brigade héroïque (1954) : Thomas O'Rourke
  - Le Tigre du ciel (1955) : capitaine Joseph C.'Mac' McConnell, Jr
- Cary Grant dans :
  - Ailleurs l'herbe est plus verte (1960) : Lord Victor Rhyall
  - Un soupçon de vison (1962) : Philip Shayne
  - Charade (1963) : Brian Cruikshank, alias Peter Joshua, alias Alexander Dyle, alias Adam Canfield
  - Grand méchant loup appelle (1964) : Walter Christopher Eckland
- 1935 : Les Révoltés du Bounty : Roger Byam (Franchot Tone)
- 1936 : L'Ennemie bien-aimée : Murphy (Franck Rohan)
- 1938 : Les Anges aux figures sales : James Frazier (Humphrey Bogart)
- 1940[4]: Le Mystère du château maudit : Geoff Montgomery (Richard Carlson)
- 1947 : Huit Heures de sursis : Dennis (Robert Beatty)
- 1947 : Chasse tragique : Mimi (Checco Rissone)
- 1948 : Johnny Belinda : le procureur (Frederick Worlock)
- 1949 : Le Rebelle : Elsworth Toohey (Robert Douglas)
- 1949 : Horizons en flammes : Pete Richard (Walter Brennan)
- 1950 : La Femme aux chimères : Phil Morrison (Jerome Cowan)
- 1951 : Histoire de détective : le détective Pat Callahan (William 'Bill' Phillips)
- 1952 : Le Fils d'Ali Baba : Caliph (Victor Jory)
- 1952 : Les Boucaniers de la Jamaïque : le capitaine Carson (Stephen Chase)
- 1952 : Aveux spontanés : Larry O'Connell (Victor Sutherland)
- 1952 : Le Prisonnier de Zenda : Detchard (Thomas Browne Henry)
- 1952 : Le Proscrit : Don Felipe Castro (Donald Randolph)
- 1952 : Mes six forçats : Dr Hughes (Russ Conway)
- 1952 : Les Conquérants de Carson City : Joel, le barman (John Halloran)
- 1953 : Double Filature : l'agent de Police (Bruce Riley)
- 1954 : La Tour des ambitieux : le détective (Willis Bouchey)
- 1954 : Le Secret des Incas : Philip Lang (William Henry)
- 1954 : Le Roi des îles : Herr Weber (Guy Doleman)
- 1955 : Mélodie interrompue : Dr Richards (William Forrest)
- 1955 : La Guerre privée du major Benson : le capitaine Duffield (Robert Nelson)
- 1957 : Terre sans pardon : Commissaire Harrison (Bruce Bennett)
- 1957 : Le Virage du diable : l'annonceur de la course (Jack Latham)
- 1957 : Sayonara : le consul (Harlan Warde)
- 1958 : Sueurs froides : le docteur (Raymond Bailey)
- 1958 : Je veux vivre ! : Milton, le procureur général (Bartlett Robinson)
- 1959 : La Rose de Bagdad : le cheik Jafar (Giulio Panicali)
- 1960 : Psychose : Mr Lowery (Vaughn Taylor)
- 1960 : Meurtre sans faire-part : le 2d détective (Robert Lieb)
- 1962 : Ponce Pilate : Lucilius (Antonio Corevi)
- 1963 : Le Plus Sauvage d'entre tous : Mr. Franker (Robert Hinkle)
- 1963 : La Souris sur la Lune : l'homme du MI5 (Eric Barker)
- 1965 : Opération Tonnerre : No 5 du SPECTRE (Philip Stone)
- 1967 : On ne vit que deux fois : Ernst Stavro Blofeld (Donald Pleasence)
- 1967 : Le Dernier Safari : le gardien (Wilfred Moore)
- 1968 : Les Frères siciliens : Jim Egan  (Murray Hamilton)
- 1969 : L'Ordinateur en folie : Dr Rufus Schmidt (Gregory Morton)
- 1971 : Les Sévices de Dracula : Hermann (Alex Scott)
- 1975 : Apocalypse 2024 : Dr Moore (Alvy Moore)

### Direction artistique
- 1940 : Correspondant 17 d'Alfred Hitchcock

1952 : Sous le plus grand chapiteau du monde de Cecil B. DeMille
- 1956 : Les Dix Commandements de Cecil B. DeMille
- 1956 : L'Homme qui en savait trop d'Alfred Hitchcock
- 1958 : La Péniche du bonheur de Melville Shavelson
- 1958 : Fenêtre sur cour d'Alfred Hitchcock
- 1963 : La Fille à la casquette de Melville Shavelson
- 1963 : La Taverne de l'Irlandais de John Ford
- 1968 : Les Frères siciliens de Martin Ritt

## Théâtre
- 1920 : Les Ailes brisées de Pierre Wolff, théâtre du Vaudeville
- 1926 : La Famille Lavolette d'Eugène Brieux, théâtre des Nouveautés
- 1933 : Le Vol nuptial de Francis de Croisset, théâtre de la Michodière
- 1937 : Sixième étage d'Alfred Gehri, mise en scène André Moreau, théâtre des Arts
- 1939 : Baignoire "B" de Maurice Diamant-Berger, mise en scène Jean Wall, théâtre Marigny
- 1943 : Trois... Six... Neuf... de Michel Duran, mise en scène Roland Armontel, théâtre de Paris
- 1943 : Hedda Gabler d'Henrik Ibsen, mise en scène Marguerite Jamois, théâtre Montparnasse
- 1943 : Cristobal de Charles Exbrayat, mise en  scène Jean Darcante, théâtre Montparnasse
- 1947 : La Termitière de Bernard-Charles Miel, mise en scène Aimé Clariond, théâtre des Célestins, théâtre Antoine
- 1947 : Le Carrosse du Saint-Sacrement de Prosper Mérimée, mise en scène Aimé Clariond, théâtre Antoine
- 1947 : Le Misanthrope de Molière, mise en scène Aimé Clariond, théâtre Antoine
- 1950 : L'Affaire Fualdès de Denis Marion, mise en scène Georges Douking, théâtre du Vieux-Colombier
- 1951 : Vogue la galère de Marcel Aymé, mise en scène Georges Douking, théâtre de la Madeleine
- 1951 : Le Diable et le Bon Dieu  de Jean-Paul Sartre, mise en scène Louis Jouvet, théâtre Antoine
- 1955 : Lady 213 de Jean Guitton, mise en scène Georges Vitaly, théâtre de la Madeleine
- 1956 : La Chatte sur un toit brûlant de Tennessee Williams, mise en scène Peter Brook, théâtre Antoine
- 1956 : L'Ombre de Julien Green, mise en scène Jean Meyer, théâtre Antoine
- 1958 : Madame Avril de Fernand Nozière, mise en scène Jacques Charon, théâtre Michel
- 1958 : Kean d'Alexandre Dumas, mise en scène Pierre Brasseur, théâtre Sarah-Bernhardt : Lord Madwill
- 1959 : Ouragan sur le Caine de Herman Wouk, mise en scène André Villiers théâtre des Célestins
- 1960-1961 : Les Joies de la famille de Philippe Hériat, mise en scène Claude Sainval, Théâtre des Champs-Élysées, théâtre de l'Ambigu-Comique, théâtre des Célestins